# لیسا اونرو
لیسا اونرو (آلمانی: Lisa Unruh؛ زادهٔ ۱۲ آوریل ۱۹۸۸) کماندار زن اهل آلمان است.
از افتخارات وی میتوان به کسب مدال نقره انفرادی زنان در بازی‌های المپیک تابستانی ۲۰۱۶ اشاره کرد.